# Rally de Portugal
O Rally de Portugal é a maior prova de desporto motorizado que se realiza anualmente em Portugal. A primeira edição foi disputada em 1967 e desde aí tem contado para diversos campeonatos internacionais, tais como o Campeonato Europeu, o Intercontinental Rally Challenge e o Campeonato do Mundo de Ralis, no qual ainda está integrado. A organização da prova está a cargo do Automóvel Club de Portugal.

## História

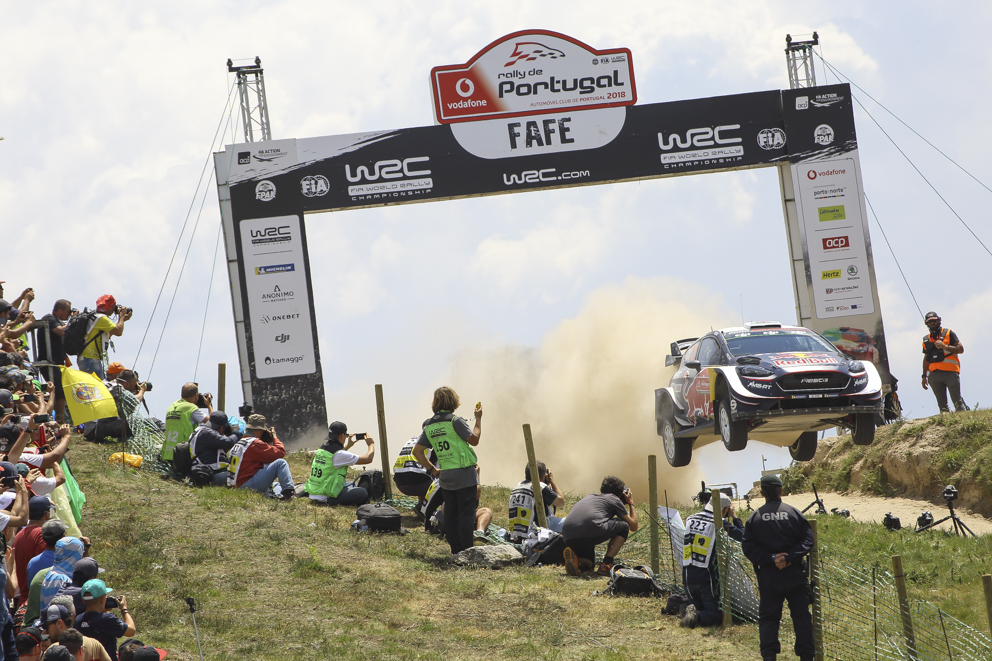
Especial de Fafe no Rali de 2019

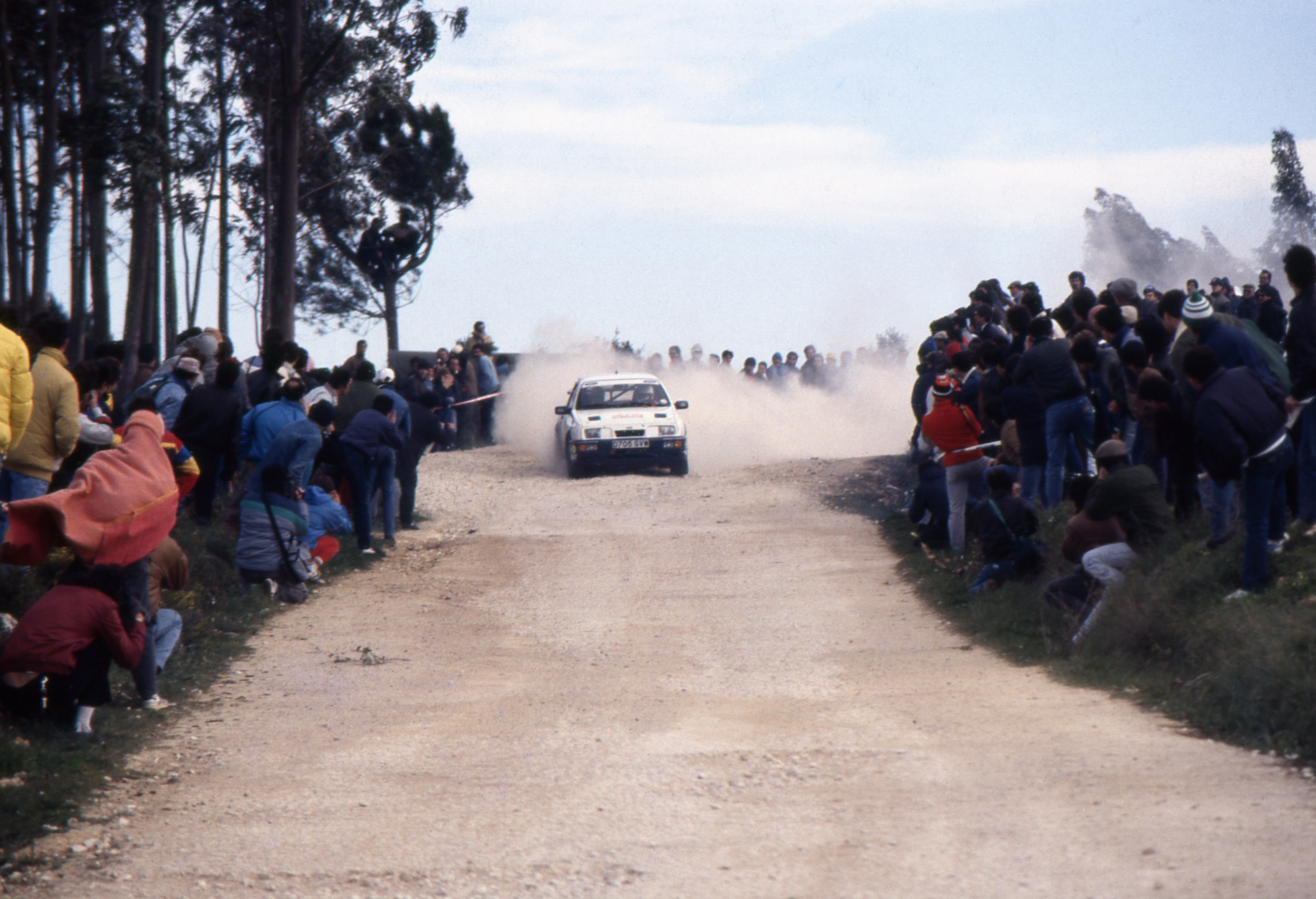
Especial de Montejunto de 1988

Especial de Sintra no Rali de 1985

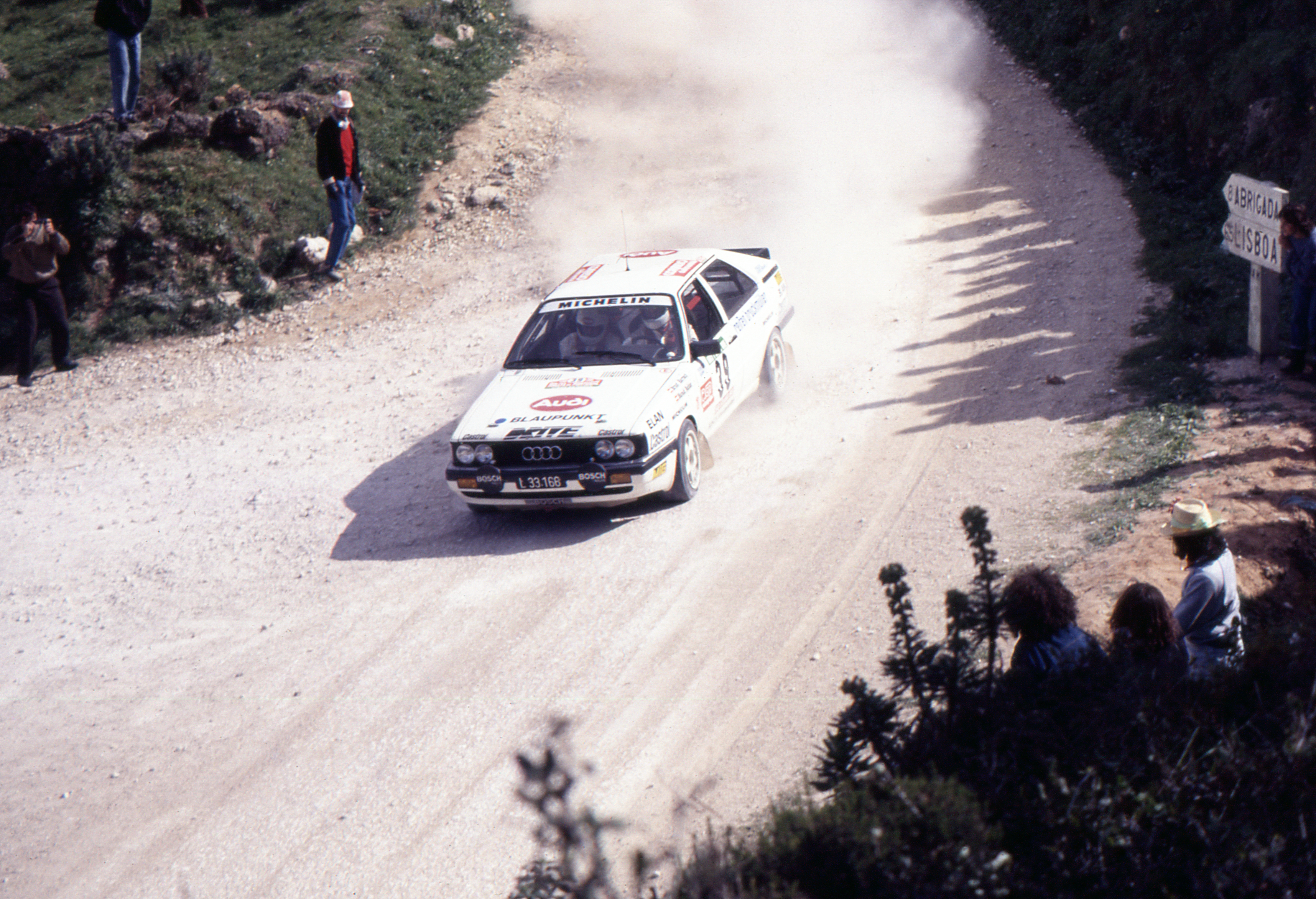
Especial de Montejunto de 1988

O Rallye Internacional TAP – assim se designou a sua primeira edição internacional – foi a continuação de uma prova criada no início da década de 60 pelo Grupo Cultural e Desportivo da TAP, quando a Transportadora Aérea Portuguesa decidira criar uma pequena competição para os seus funcionários. A prova conquistou terreno e ganhou um mediatismo significativo com a entrada de algumas figuras de peso para a organização – Alfredo César Torres, em 1965, que seria o rosto da prova até ao final dos anos 90, e o engenheiro Vaz Guedes, em 1966, presidente da TAP na altura, que implementou um regime aberto a todos os participantes. Nasceu assim, em 1967, o Rallye Internacional TAP.  
Depois de uma edição inicial coroada pelo sucesso, o Rally de 1968 registou um número total de 190 inscritos e a partir daí documentou um crescimento progressivo. Em 1970, três anos após a criação, a prova viu os seus méritos reconhecidos na Europa com a inclusão no Campeonato Europeu de Ralis, seguido pela integração no Campeonato do Mundo de Ralis em 1973. A edição de 1972 foi a última em que se utilizaram percursos de concentração e, pela primeira vez, o apuramento dos resultados era definido exclusivamente pelos tempos nas diversas provas especiais de classificação (PEC), deixando de existir os habituais controlos horários de passagem.
Com a entrada para o Campeonato do Mundo, e após oito edições, em 1975, o Automóvel Club de Portugal substituiu o Grupo Cultural e Desportivo da TAP na organização da prova. Após sucessivos adiamentos, a mesma realizou-se em julho já com um novo patrocinador, o Instituto do Vinho do Porto, mudando o nome da prova para Rallye de Portugal - Vinho do Porto. 
Por esta altura, o sucesso da prova era evidente. No final da década de 70 e início da de 80, o Rally recebeu por cinco edições consecutivas, de 1976 a 1980, e ainda em 1982, o título de Melhor Rali do Mundo atribuído pela BPICA (Bureau Permanent International des Constructeurs d´Automobiles).
No entanto, devido aos problemas com os espectadores, a ronda de Sintra (que até 1981 era realizada na noite da última etapa) passou, a partir de 1982, a ser na manhã/tarde da primeira etapa. Por consequência (e pela proximidade de Lisboa), a afluência de espectadores era tanta que acabou por causar muitos problemas à organização e às equipas participantes. 
Em 1986, na época de ouro dos Grupo B, a prova tinha uma lista de inscritos de luxo, o que chamou ainda mais público à Serra de Sintra, para a primeira etapa da prova. Infelizmente, o elevado número de espectadores levou a que o acidente do piloto português Joaquim Santos, na Lagoa Azul, tivesse consequências trágicas, com a morte de diversos espectadores e um número elevado de feridos. Isso levou ao cancelamento de toda a ronda de Sintra e ao abandono dos pilotos de fábrica da prova. Este episódio, e ainda a trágica morte do piloto Henri Toivonen, no Tour de Corse, em França, levou a FISA a banir os Grupo B no fim de 1986. 
Um ano após a tragédia na Lagoa Azul, a prova viu-se amputada dos populares troços junto a Lisboa, o que (conjuntamente com a introdução dos Grupo A) fez com que muitos espetadores deixassem de marcar presença. Infelizmente, não evitou a morte de mais um fã no troço do Marão, devido a um acidente que teve como protagonista um piloto português.O Rally, entretanto, tinha-se tornado num feudo da Lancia com diversas vitórias entre 1987 e 1992 – período que só foi interrompido pela vitória do piloto espanhol Carlos Sainz e o seu Toyota. Em 1994, o patrocinador original do Rally regressou e, até 2001, a prova passou a designar-se TAP/Rally de Portugal. No ano seguinte, e devido aos novos regulamentos internacionais, o Rally sofre uma nova mudança na estrutura. A etapa inicial em alcatrão deixou de existir e a prova viu-se consequentemente encurtada para três dias, com a partida na Figueira da Foz. Curiosamente, foi sob este modelo que o Rally teve as suas edições mais disputadas: entre 1995 e 2001, por cinco vezes, o primeiro e o segundo classificado ficaram separados por menos de 12 segundos.
Depois de três edições, em 1998 o quartel-general da prova mudou-se para a Exponor, em Matosinhos, e decorreu, pela primeira vez, sem o seu mentor, Alfredo César Torres, que havia falecido, em Londres, meses antes. Um ano depois, e pela primeira vez na sua história, o Rally tem como partida e chegada das etapas a mesma localidade: Matosinhos. Na sua última edição (a contar para o Campeonato do Mundo), os organizadores ainda tiveram tempo de receber mais um prémio: o de “The Most Improved Rallye of the Year”, em 2000. Infelizmente, tal reconhecimento não foi suficiente e, no final de 2001, o TAP/Rallye de Portugal foi substituído no calendário do Campeonato do Mundo de Ralis pelo Rali da Alemanha, depois de uma das suas edições mais difíceis, devido ao temporal que se abateu sobre a prova, principalmente, nas duas primeiras etapas.
Com a eleição de novos corpos sociais, no Automóvel Club de Portugal, e cumprindo uma das suas promessas eleitorais, o novo presidente do ACP, Carlos Barbosa, e a sua equipa montaram uma prova candidata em 2005 e 2006 para o Campeonato do Mundo de Ralis. Como reconhecimento do excelente trabalho desenvolvido, seis anos depois, a prova volta ao principal campeonato de ralis do mundo. Desde então – e depois de um interregno, em 2008, para acolher o IRC – Intercontinental Rally Challenge –, que o Rally de Portugal tem um lugar fixo no calendário do WRC - World Rally Championship. Em 2017, oito dos 11 troços que compunham o Rally de Portugal apresentaram alterações face ao ano anterior. O ano que marcou o 50º aniversário da prova ficou assinalado por novidades em termos de regulamentos, carros e alinhamento de equipas. Desta forma, os resultados mostraram-se os mais equilibrados dos últimos anos a nível competitivo, com nove pilotos de diferentes equipas a assinarem vitórias em várias classificativas. 
A edição de 2020 foi cancelada devido à pandemia causada pela COVID-19, voltando só no ano seguinte. Em 2021, a 54ª edição regressou com público autorizado aos troços do norte do país com a novidade da passagem por Felgueiras. Para 2022, a prova contou com mudanças nos modelos em competição, com uma aposta virada para a sustentabilidade. A celebrar os 50 anos do WRC, os novos carros apresentaram um formato híbrido e têm motores a gasolina turbo que utilizam um combustível verde para uma prova livre de combustíveis fósseis. 

## Palmarés do Rally de Portugal

### 1967-2001
| Nome do rali | PEC               | Pódio | Pódio                                  | Pódio                                                    | Pódio       |
| Nome do rali | PEC               | Pos.  | Piloto Navegador                       | Equipa Carro                                             | Tempo       |
| --- | ----------------- | ----- | -------------------------------------- | -------------------------------------------------------- | ----------- |
| 1º Rallye Internacional TAP 5 de Outubro a 8 de Outubro de 1967 | 8 PEC 47,60 km*   | 1º    | José Carp. Albino Ant. Silva Pereira   | Renault 8 Gordini                                        | 14758,9 pts |
| 1º Rallye Internacional TAP 5 de Outubro a 8 de Outubro de 1967 | 8 PEC 47,60 km*   | 2º    | António Peixinho João Canas Mendes     | Ford Cortina Lotus                                       | 15888,9 pts |
| 1º Rallye Internacional TAP 5 de Outubro a 8 de Outubro de 1967 | 8 PEC 47,60 km*   | 3º    | Joseph Bourdon Claude Bertrand         | Renault 8 Gordini                                        | 22560,5 pts |
| |                   |       |                                        |                                                          |             |
| 2º Rallye Internacional TAP 24 de Outubro a 27 de Outubro de 1968 | 8 PEC 94,60 km*   | 1º    | Tony Fall Ron Crellin                  | Lancia Fulvia HF 1.3                                     | 16503,3 pts |
| 2º Rallye Internacional TAP 24 de Outubro a 27 de Outubro de 1968 | 8 PEC 94,60 km*   | 2º    | Paddy Hopkirk Tony Nash                | BMC Cooper S 1300                                        | 17989,6 pts |
| 2º Rallye Internacional TAP 24 de Outubro a 27 de Outubro de 1968 | 8 PEC 94,60 km*   | 3º    | António Peixinho João Canas Mendes     | Morris Cooper S                                          | 22661,8 pts |
| |                   |       |                                        |                                                          |             |
| 3º Rallye Internacional TAP 8 de Outubro a 11 de Outubro de 1969 | 10 PEC 140,00 km* | 1º    | Francisco Romãozinho João Canas Mendes | Citroen DS 21                                            | 104759 pts  |
| 3º Rallye Internacional TAP 8 de Outubro a 11 de Outubro de 1969 | 10 PEC 140,00 km* | 2º    | José Lampreia Christian Melville       | Datsun 1600 SSS                                          | 113476 pts  |
| 3º Rallye Internacional TAP 8 de Outubro a 11 de Outubro de 1969 | 10 PEC 140,00 km* | 3º    | Chris van Stalle Robert Loyens         | Datsun 1600 SSS                                          | 113945 pts  |
| |                   |       |                                        |                                                          |             |
| 4º Rallye Internacional TAP 2 de Outubro a 5 de Outubro de 1970 17ª prova do Campeonato Europeu de Ralis 12ª prova do Campeonato de Portugal de Ralis | 12 PEC 205,50 km  | 1º    | Simo Lampinen John Davemport           | Lancia Fulvia HF 1600                                    | 7099 pts    |
| 4º Rallye Internacional TAP 2 de Outubro a 5 de Outubro de 1970 17ª prova do Campeonato Europeu de Ralis 12ª prova do Campeonato de Portugal de Ralis | 12 PEC 205,50 km  | 2º    | Sandro Munari Arnaldo Bernacchini      | Lancia Fulvia HF 1600                                    | 7486 pts    |
| 4º Rallye Internacional TAP 2 de Outubro a 5 de Outubro de 1970 17ª prova do Campeonato Europeu de Ralis 12ª prova do Campeonato de Portugal de Ralis | 12 PEC 205,50 km  | 3º    | Bjorn Waldegaard Hans Thorszelius      | Porsche 911 S                                            | 7929 pts    |
| |                   |       |                                        |                                                          |             |
| 5º Rallye Internacional TAP 7 de Outubro a 10 de Outubro de 1971 15ª prova do Campeonato Europeu de Ralis 11ª prova do Campeonato de Portugal de Ralis | 20 PEC 304,50 km  | 1º    | Jean-Pierre Nicolas Jean Todt          | Alpine Renault A110 1600                                 | 19249 pts   |
| 5º Rallye Internacional TAP 7 de Outubro a 10 de Outubro de 1971 15ª prova do Campeonato Europeu de Ralis 11ª prova do Campeonato de Portugal de Ralis | 20 PEC 304,50 km  | 2º    | Simo Lampinen John Davemport           | Lancia Fulvia HF 1600                                    | 20664 pts   |
| 5º Rallye Internacional TAP 7 de Outubro a 10 de Outubro de 1971 15ª prova do Campeonato Europeu de Ralis 11ª prova do Campeonato de Portugal de Ralis | 20 PEC 304,50 km  | 3º    | Robert Neyret Jacques Terramorsi       | Alpine Renault A110 1600                                 | 23630 pts   |
| |                   |       |                                        |                                                          |             |
| 6º Rallye Internacional TAP 11 de Outubro a 15 de Outubro de 1972 19ª prova do Campeonato Europeu de Ralis 10ª prova do Campeonato de Portugal de Ralis | 31 PEC 389,60 km  | 1º    | Achim Warmbold John Davemport          | BMW 2002 TI                                              | 5h51m03s    |
| 6º Rallye Internacional TAP 11 de Outubro a 15 de Outubro de 1972 19ª prova do Campeonato Europeu de Ralis 10ª prova do Campeonato de Portugal de Ralis | 31 PEC 389,60 km  | 2º    | Bernard Darniche Alan Mahe             | Alpine Renault A110 1800                                 | 6h00m05s    |
| 6º Rallye Internacional TAP 11 de Outubro a 15 de Outubro de 1972 19ª prova do Campeonato Europeu de Ralis 10ª prova do Campeonato de Portugal de Ralis | 31 PEC 389,60 km  | 3º    | Bjorn Waldegaard Hans Thorszelius      | Citroen SM Proto                                         | 6h08m54s    |
| |                   |       |                                        |                                                          |             |
| 7º Rallye Internacional TAP 14 de Março a 18 de Março de 1973 2ª prova do Campeonato Mundial de Rali de 1973 3ª prova do Campeonato de Portugal de Ralis | 32 PEC 397,50 km  | 1º    | Jean Luc Therier Jacques Jaubert       | Alpine Renault Alpine Renault A110 1800                  | 5h42m16s    |
| 7º Rallye Internacional TAP 14 de Março a 18 de Março de 1973 2ª prova do Campeonato Mundial de Rali de 1973 3ª prova do Campeonato de Portugal de Ralis | 32 PEC 397,50 km  | 2º    | Jean-Pierre Nicolas Michel Vial        | Alpine Renault Alpine Renault A110 1800                  | 5h48m57s    |
| 7º Rallye Internacional TAP 14 de Março a 18 de Março de 1973 2ª prova do Campeonato Mundial de Rali de 1973 3ª prova do Campeonato de Portugal de Ralis | 32 PEC 397,50 km  | 3º    | Francisco Romãozinho José Bernardo     | Citroen Competition Citroen DS 21                        | 6h07m48s    |
| |                   |       |                                        |                                                          |             |
| 8º Rallye Internacional TAP 20 de Março a 23 de Março de 1974 1ª prova do Campeonato Mundial de Rali de 1974 | 32 PEC 454,00 km  | 1º    | Rafaelle Pinto Arnaldo Bernacchini     | Fiat 124 Abarth Rallye                                   | 6h26m15s    |
| 8º Rallye Internacional TAP 20 de Março a 23 de Março de 1974 1ª prova do Campeonato Mundial de Rali de 1974 | 32 PEC 454,00 km  | 2º    | Alcide Paganelli Domenico Russo        | Fiat 124 Abarth Rallye                                   | 6h30m12s    |
| 8º Rallye Internacional TAP 20 de Março a 23 de Março de 1974 1ª prova do Campeonato Mundial de Rali de 1974 | 32 PEC 454,00 km  | 3º    | Markku Alen Ilkka Kivimaki             | Fiat 124 Abarth Rallye                                   | 6h37m17s    |
| |                   |       |                                        |                                                          |             |
| 9º Rallye de Portugal Vinho do Porto 18 de Julho a 21 de Julho de 1975 6ª prova do Campeonato Mundial de Rali de 1975 5ª prova do Campeonato de Portugal de Ralis | 34 PEC 514,80 km  | 1º    | Markku Alen Ilkka Kivimaki             | Fiat Fiat 124 Abarth Rallye                              | 6h24m15s    |
| 9º Rallye de Portugal Vinho do Porto 18 de Julho a 21 de Julho de 1975 6ª prova do Campeonato Mundial de Rali de 1975 5ª prova do Campeonato de Portugal de Ralis | 34 PEC 514,80 km  | 2º    | Hannu Mikkola Jean Todt                | Fiat Fiat 124 Abarth Rallye                              | 6h26m58s    |
| 9º Rallye de Portugal Vinho do Porto 18 de Julho a 21 de Julho de 1975 6ª prova do Campeonato Mundial de Rali de 1975 5ª prova do Campeonato de Portugal de Ralis | 34 PEC 514,80 km  | 3º    | Ove Andersson Arne Hertz               | Salvador Caetano Toyota Corolla Levin                    | 6h29m29s    |
| |                   |       |                                        |                                                          |             |
| 10º Rallye de Portugal Vinho do Porto 11 de Março a 14 de Março de 1976 3ª prova do Campeonato Mundial de Rali de 1976 3ª prova do Campeonato de Portugal de Ralis 2ª prova do Troféu Regional de Promoção (Zona Norte) 2ª prova do Troféu Regional de Promoção (Zona Sul)                               | 39 PEC 468,70 km  | 1º    | Sandro Munari Silvio Maiga             | Lancia Alitalia Lancia Stratos HF                        | 5h41m26s    |
| 10º Rallye de Portugal Vinho do Porto 11 de Março a 14 de Março de 1976 3ª prova do Campeonato Mundial de Rali de 1976 3ª prova do Campeonato de Portugal de Ralis 2ª prova do Troféu Regional de Promoção (Zona Norte) 2ª prova do Troféu Regional de Promoção (Zona Sul)                               | 39 PEC 468,70 km  | 2º    | Ove Andersson Arne Hertz               | Salvador Caetano Toyota 2000 GT                          | 5h44m24s    |
| 10º Rallye de Portugal Vinho do Porto 11 de Março a 14 de Março de 1976 3ª prova do Campeonato Mundial de Rali de 1976 3ª prova do Campeonato de Portugal de Ralis 2ª prova do Troféu Regional de Promoção (Zona Norte) 2ª prova do Troféu Regional de Promoção (Zona Sul)                               | 39 PEC 468,70 km  | 3º    | Manuel Q. Pereira João Batista         | Opel Kadett GTE                                          | 6h26m37s    |
| |                   |       |                                        |                                                          |             |
| 11º Rallye de Portugal Vinho do Porto 2 de Março a 6 de Março de 1977 3ª prova do Campeonato Mundial de Rali de 1977 4ª prova do FIA Cup for Drivers 4ª prova do Campeonato de Portugal de Ralis 2ª prova do Troféu Regional de Promoção (Zona Norte) 3ª prova do Troféu Regional de Promoção (Zona Sul) | 46 PEC 579,90 km  | 1º    | Markku Alen Ilkka Kivimaki             | Fiat Fiat 131 Abarth                                     | 6h51m47s    |
| 11º Rallye de Portugal Vinho do Porto 2 de Março a 6 de Março de 1977 3ª prova do Campeonato Mundial de Rali de 1977 4ª prova do FIA Cup for Drivers 4ª prova do Campeonato de Portugal de Ralis 2ª prova do Troféu Regional de Promoção (Zona Norte) 3ª prova do Troféu Regional de Promoção (Zona Sul) | 46 PEC 579,90 km  | 2º    | Bjorn Waldegaard Hans Thorszelius      | Ford Motor Company Ford Escort RS1800                    | 6h55m43s    |
| 11º Rallye de Portugal Vinho do Porto 2 de Março a 6 de Março de 1977 3ª prova do Campeonato Mundial de Rali de 1977 4ª prova do FIA Cup for Drivers 4ª prova do Campeonato de Portugal de Ralis 2ª prova do Troféu Regional de Promoção (Zona Norte) 3ª prova do Troféu Regional de Promoção (Zona Sul) | 46 PEC 579,90 km  | 3º    | Ove Andersson Henry Liddon             | Salvador Caetano Toyota Toyota Celica 2000 GT            | 6h56m08s    |
| |                   |       |                                        |                                                          |             |
| 12º Rallye de Portugal Vinho do Porto 19 de Abril a 23 de Abril de 1978 4ª prova do Campeonato Mundial de Rali de 1978 5ª prova do FIA Cup for Drivers 4ª prova do Campeonato de Portugal de Ralis | 46 PEC 631,50 km  | 1º    | Markku Alen Ilkka Kivimaki             | Fiat Alitalia Fiat 131 Abarth                            | 7h45m33s    |
| 12º Rallye de Portugal Vinho do Porto 19 de Abril a 23 de Abril de 1978 4ª prova do Campeonato Mundial de Rali de 1978 5ª prova do FIA Cup for Drivers 4ª prova do Campeonato de Portugal de Ralis | 46 PEC 631,50 km  | 2º    | Hannu Mikkola Arne Hertz               | Ford Motor Company Ford Escort RS1800                    | 7h50m01s    |
| 12º Rallye de Portugal Vinho do Porto 19 de Abril a 23 de Abril de 1978 4ª prova do Campeonato Mundial de Rali de 1978 5ª prova do FIA Cup for Drivers 4ª prova do Campeonato de Portugal de Ralis | 46 PEC 631,50 km  | 3º    | Jean Pierre Nicolas Vincent Laverne    | Publimo Racing Ford Escort RS1800                        | 8h01m01s    |
| |                   |       |                                        |                                                          |             |
| 13º Rallye de Portugal Vinho do Porto 4 de Março a 8 de Março de 1979 3ª prova do Campeonato Mundial de Rali de 1979 3ª prova do Campeonato de Portugal de Ralis | 45 PEC 737,50 km  | 1º    | Hannu Mikkola Arne Hertz               | Ford Motor Company Ford Escort RS1800                    | 9h13m52s    |
| 13º Rallye de Portugal Vinho do Porto 4 de Março a 8 de Março de 1979 3ª prova do Campeonato Mundial de Rali de 1979 3ª prova do Campeonato de Portugal de Ralis | 45 PEC 737,50 km  | 2º    | Bjorn Waldegaard Hans Thorszelius      | Ford Motor Company Ford Escort RS1800                    | 9h16m36s    |
| 13º Rallye de Portugal Vinho do Porto 4 de Março a 8 de Março de 1979 3ª prova do Campeonato Mundial de Rali de 1979 3ª prova do Campeonato de Portugal de Ralis | 45 PEC 737,50 km  | 3º    | Ove Andersson Henry Liddon             | Toyota Team Europe Toyota Celica 2000 GT                 | 9h35m00s    |
| |                   |       |                                        |                                                          |             |
| 14º Rallye de Portugal Vinho do Porto 5 de Março a 9 de Março de 1980 3ª prova do Campeonato Mundial de Rali de 1980 3ª prova do Campeonato de Portugal de Ralis | 47 PEC 673,50 km  | 1º    | Walter Röhrl Christian Geistdorfer     | Fiat Italia Fiat 131 Abarth                              | 8h45m35s    |
| 14º Rallye de Portugal Vinho do Porto 5 de Março a 9 de Março de 1980 3ª prova do Campeonato Mundial de Rali de 1980 3ª prova do Campeonato de Portugal de Ralis | 47 PEC 673,50 km  | 2º    | Markku Alen Ilkka Kivimaki             | Fiat Italia Fiat 131 Abarth                              | 8h59m54s    |
| 14º Rallye de Portugal Vinho do Porto 5 de Março a 9 de Março de 1980 3ª prova do Campeonato Mundial de Rali de 1980 3ª prova do Campeonato de Portugal de Ralis | 47 PEC 673,50 km  | 3º    | Guy Frequelin Jean Todt                | Talbot Talbot Sunbeam Lotus                              | 9h16m04 s   |
| |                   |       |                                        |                                                          |             |
| 15º Rallye de Portugal Vinho do Porto 4 de Março a 7 de Março de 1981 3ª prova do Campeonato Mundial de Rali de 1981 3ª prova do Campeonato de Portugal de Ralis | 46 PEC 678,00 km  | 1º    | Markku Alen Ilkka Kivimaki             | Fiat Auto Torino Fiat 131 Abarth                         | 8h27m26s    |
| 15º Rallye de Portugal Vinho do Porto 4 de Março a 7 de Março de 1981 3ª prova do Campeonato Mundial de Rali de 1981 3ª prova do Campeonato de Portugal de Ralis | 46 PEC 678,00 km  | 2º    | Henri Toivonen Fred Gallagher          | Talbot Talbot Sunbeam Lotus                              | 8h36m36s    |
| 15º Rallye de Portugal Vinho do Porto 4 de Março a 7 de Março de 1981 3ª prova do Campeonato Mundial de Rali de 1981 3ª prova do Campeonato de Portugal de Ralis | 46 PEC 678,00 km  | 3º    | Bjorn Waldegaard Hans Thorszelius      | Toyota Team Europe Toyota Celica 2000 GT                 | 8h43m47s    |
| |                   |       |                                        |                                                          |             |
| 16º Rallye de Portugal Vinho do Porto 3 de Março a 6 de Março de 1982 3ª prova do Campeonato Mundial de Rali de 1982 3ª prova do Campeonato de Portugal de Ralis | 40 PEC 639,50 km  | 1º    | Michèle Mouton Fabrizia Pons           | Audi Sport Audi Quattro                                  | 7h39m36s    |
| 16º Rallye de Portugal Vinho do Porto 3 de Março a 6 de Março de 1982 3ª prova do Campeonato Mundial de Rali de 1982 3ª prova do Campeonato de Portugal de Ralis | 40 PEC 639,50 km  | 2º    | Per Eklund Ragnar Spjuth               | Toyota Team Europe Toyota Celica 2000 GT                 | 7h52m43s    |
| 16º Rallye de Portugal Vinho do Porto 3 de Março a 6 de Março de 1982 3ª prova do Campeonato Mundial de Rali de 1982 3ª prova do Campeonato de Portugal de Ralis | 40 PEC 639,50 km  | 3º    | Franz Wittmann Peter Diekmann          | Audi Sport Audi Quattro                                  | 8h07m25s    |
| |                   |       |                                        |                                                          |             |
| 17º Rallye de Portugal Vinho do Porto 2 de Março a 5 de Março de 1983 3ª prova do Campeonato Mundial de Rali de 1983 3ª prova do Campeonato de Portugal de Ralis | 43 PEC 674,50 km  | 1º    | Hannu Mikkola Arne Hertz               | Audi Sport Audi Quattro A1                               | 7h17m24s    |
| 17º Rallye de Portugal Vinho do Porto 2 de Março a 5 de Março de 1983 3ª prova do Campeonato Mundial de Rali de 1983 3ª prova do Campeonato de Portugal de Ralis | 43 PEC 674,50 km  | 2º    | Michele Mouton Fabrizia Pons           | Audi Sport Audi Quattro A1                               | 7h18m19s    |
| 17º Rallye de Portugal Vinho do Porto 2 de Março a 5 de Março de 1983 3ª prova do Campeonato Mundial de Rali de 1983 3ª prova do Campeonato de Portugal de Ralis | 43 PEC 674,50 km  | 3º    | Walter Röhrl Christian Geistdorfer     | Martini Racing Lancia Rally 037                          | 7h19m14s    |
| |                   |       |                                        |                                                          |             |
| 18º Rallye de Portugal Vinho do Porto 7 de Março a 10 de Março de 1984 3ª prova do Campeonato Mundial de Rali de 1984 3ª prova do Campeonato de Portugal de Ralis | 45 PEC 684,50 km  | 1º    | Hannu Mikkola Arne Hertz               | Audi Sport Audi Quattro A2                               | 7h35m32s    |
| 18º Rallye de Portugal Vinho do Porto 7 de Março a 10 de Março de 1984 3ª prova do Campeonato Mundial de Rali de 1984 3ª prova do Campeonato de Portugal de Ralis | 45 PEC 684,50 km  | 2º    | Markku Alen Ilkka Kivimaki             | Martini Racing Lancia 037 Rally Evo.2                    | 7h35m59s    |
| 18º Rallye de Portugal Vinho do Porto 7 de Março a 10 de Março de 1984 3ª prova do Campeonato Mundial de Rali de 1984 3ª prova do Campeonato de Portugal de Ralis | 45 PEC 684,50 km  | 3º    | Attilio Bettega Maurizio Perissinot    | Martini Racing Lancia 037 Rally Evo.2                    | 7h58m21s    |
| |                   |       |                                        |                                                          |             |
| 19º Rallye de Portugal Vinho do Porto 6 de Março a 9 de Março de 1985 3ª prova do Campeonato Mundial de Rali de 1985 3ª prova do Campeonato de Portugal de Ralis | 47 PEC 730,50 km  | 1º    | Timo Salonen Seppo Harjanne            | Peugeot Talbot Sport Peugeot 205 Turbo 16                | 8h07m25s    |
| 19º Rallye de Portugal Vinho do Porto 6 de Março a 9 de Março de 1985 3ª prova do Campeonato Mundial de Rali de 1985 3ª prova do Campeonato de Portugal de Ralis | 47 PEC 730,50 km  | 2º    | Massimo Biasion Tiziano Siviero        | Jolly Club Lancia 037 Rally Evo.2                        | 8h12m12s    |
| 19º Rallye de Portugal Vinho do Porto 6 de Março a 9 de Março de 1985 3ª prova do Campeonato Mundial de Rali de 1985 3ª prova do Campeonato de Portugal de Ralis | 47 PEC 730,50 km  | 3º    | Walter Röhrl Christian Geistdorfer     | Audi Sport Audi Quattro Sport                            | 8h13m23s    |
| |                   |       |                                        |                                                          |             |
| 20º Rallye de Portugal Vinho do Porto 5 de Março a 8 de Março de 1986 3ª prova do Campeonato Mundial de Rali de 1986 3ª prova do FIA Group A World Rally Championship 2ª prova do Campeonato de Portugal de Ralis 1ª prova do Troféu Visa/CIN                                                            | 48 PEC 703,50 km  | 1º    | Joaquim Moutinho Edgar Fortes          | Renault Galp Renault 5 Turbo                             | 7h50m44s    |
| 20º Rallye de Portugal Vinho do Porto 5 de Março a 8 de Março de 1986 3ª prova do Campeonato Mundial de Rali de 1986 3ª prova do FIA Group A World Rally Championship 2ª prova do Campeonato de Portugal de Ralis 1ª prova do Troféu Visa/CIN                                                            | 48 PEC 703,50 km  | 2º    | Carlos Bica Cândido Júnior             | Duriforte Construções Lancia Rally 037 Evo.2             | 8h04m11s    |
| 20º Rallye de Portugal Vinho do Porto 5 de Março a 8 de Março de 1986 3ª prova do Campeonato Mundial de Rali de 1986 3ª prova do FIA Group A World Rally Championship 2ª prova do Campeonato de Portugal de Ralis 1ª prova do Troféu Visa/CIN                                                            | 48 PEC 703,50 km  | 3º    | Giovanni Del Zoppo Loris Roggia        | Jolly Club Fiat Uno Turbo                                | 8h07m36s    |
| |                   |       |                                        |                                                          |             |
| 21º Rallye de Portugal Vinho do Porto 11 de Março a 14 de Março de 1987 3ª prova do Campeonato Mundial de Rali de 1987 2ª prova do FIA Cup for Drivers of Production Cars 3ª prova do Campeonato de Portugal de Ralis 1ª prova do Troféu Visa/CIN                                                        | 37 PEC 603,50 km  | 1º    | Markku Alen Ilkka Kivimaki             | Martini Lancia Lancia Delta HF 4WD                       | 7h09m39s    |
| 21º Rallye de Portugal Vinho do Porto 11 de Março a 14 de Março de 1987 3ª prova do Campeonato Mundial de Rali de 1987 2ª prova do FIA Cup for Drivers of Production Cars 3ª prova do Campeonato de Portugal de Ralis 1ª prova do Troféu Visa/CIN                                                        | 37 PEC 603,50 km  | 2º    | Jean Ragnotti Pierre Thimonier         | Renault Sport Elf Renault 11 Turbo                       | 7h12m32s    |
| 21º Rallye de Portugal Vinho do Porto 11 de Março a 14 de Março de 1987 3ª prova do Campeonato Mundial de Rali de 1987 2ª prova do FIA Cup for Drivers of Production Cars 3ª prova do Campeonato de Portugal de Ralis 1ª prova do Troféu Visa/CIN                                                        | 37 PEC 603,50 km  | 3º    | Kenneth Eriksson Peter Diekmann        | Volkswagen Motorsport Volkswagen Golf GTI 16V            | 7h14m37s    |
| |                   |       |                                        |                                                          |             |
| 22º Rallye de Portugal Vinho do Porto 1 de Março a 5 de Março de 1988 3ª prova do Campeonato Mundial de Rali de 1988 3ª prova do FIA Cup for Drivers of Production Cars 3ª prova do Campeonato de Portugal de Ralis                                                                                      | 37 PEC 588,90 km  | 1º    | Massimo Biasion Carlo Cassina          | Martini Lancia Lancia Delta Integrale 16v                | 6h44m01s    |
| 22º Rallye de Portugal Vinho do Porto 1 de Março a 5 de Março de 1988 3ª prova do Campeonato Mundial de Rali de 1988 3ª prova do FIA Cup for Drivers of Production Cars 3ª prova do Campeonato de Portugal de Ralis                                                                                      | 37 PEC 588,90 km  | 2ºº   | Alessandro Fiorio Luigi Pirollo        | Jolly Club Lancia Delta HF 4WD                           | 6h52m47s    |
| 22º Rallye de Portugal Vinho do Porto 1 de Março a 5 de Março de 1988 3ª prova do Campeonato Mundial de Rali de 1988 3ª prova do FIA Cup for Drivers of Production Cars 3ª prova do Campeonato de Portugal de Ralis                                                                                      | 37 PEC 588,90 km  | 3º    | Yves Loubet Jean Bernard Vieu          | Jolly Club Lancia Delta HF 4WD                           | 6h53m23s    |
| |                   |       |                                        |                                                          |             |
| 23º Rallye de Portugal Vinho do Porto 28 de Fevereiro a 4 de Março de 1989 3ª prova do Campeonato Mundial de Rali de 1989 3ª prova do FIA Cup for Drivers of Production Cars 3ª prova do FIA Ladies Cup 3ª prova do Campeonato de Portugal de Ralis                                                      | 38 PEC 593,60 km  | 1º    | Massimo Biasion Tiziano Siviero        | Martini Lancia Lancia Delta Integrale 16v                | 6h47m01s    |
| 23º Rallye de Portugal Vinho do Porto 28 de Fevereiro a 4 de Março de 1989 3ª prova do Campeonato Mundial de Rali de 1989 3ª prova do FIA Cup for Drivers of Production Cars 3ª prova do FIA Ladies Cup 3ª prova do Campeonato de Portugal de Ralis                                                      | 38 PEC 593,60 km  | 2º    | Markku Alen Ilkka Kivimak              | Martini Lancia Lancia Delta Integrale 16v                | 6h57m19s    |
| 23º Rallye de Portugal Vinho do Porto 28 de Fevereiro a 4 de Março de 1989 3ª prova do Campeonato Mundial de Rali de 1989 3ª prova do FIA Cup for Drivers of Production Cars 3ª prova do FIA Ladies Cup 3ª prova do Campeonato de Portugal de Ralis                                                      | 38 PEC 593,60 km  | 3º    | Alessandro Fiorio Luigi Pirollo        | Jolly Club Lancia Delta Integrale 16v                    | 7h10m19s    |
| |                   |       |                                        |                                                          |             |
| 24º Rallye de Portugal Vinho do Porto 6 de Março a 10 de Março de 1990 2ª prova do Campeonato Mundial de Rali de 1990 2ª prova do FIA Cup for Drivers of Production Cars 2ª prova do FIA Ladies Cup 3ª prova do Campeonato de Portugal de Ralis                                                          | 39 PEC 558,30 km  | 1º    | Massimo Biasion Tiziano Siviero        | Martini Lancia Lancia Delta HF Integrale 16v             | 6h17m57s    |
| 24º Rallye de Portugal Vinho do Porto 6 de Março a 10 de Março de 1990 2ª prova do Campeonato Mundial de Rali de 1990 2ª prova do FIA Cup for Drivers of Production Cars 2ª prova do FIA Ladies Cup 3ª prova do Campeonato de Portugal de Ralis                                                          | 39 PEC 558,30 km  | 2º    | Didier Auriol Bernard Occelli          | Martini Lancia Lancia Delta Integrale 16v                | 6h20m33s    |
| 24º Rallye de Portugal Vinho do Porto 6 de Março a 10 de Março de 1990 2ª prova do Campeonato Mundial de Rali de 1990 2ª prova do FIA Cup for Drivers of Production Cars 2ª prova do FIA Ladies Cup 3ª prova do Campeonato de Portugal de Ralis                                                          | 39 PEC 558,30 km  | 3º    | Juha Kankkunen Juha Piironen           | Martini Lancia Lancia Delta Integrale 16v                | 6h23m08s    |
| |                   |       |                                        |                                                          |             |
| 25º Rallye de Portugal Vinho do Porto 05 a 9 de Março de 1991 3ª prova do Campeonato Mundial de Rali de 1991 3ª prova do FIA Cup for Drivers of Production Cars 3ª prova do FIA Ladies Cup 3ª prova do Campeonato de Portugal de Ralis 3ª prova do Troféu Renault/Galp                                   | 38 PEC 564,20 km  | 1º    | Carlos Sainz Luis Moya                 | Toyota Team Europe Toyota Celica GT-4                    | 6h06m36s    |
| 25º Rallye de Portugal Vinho do Porto 05 a 9 de Março de 1991 3ª prova do Campeonato Mundial de Rali de 1991 3ª prova do FIA Cup for Drivers of Production Cars 3ª prova do FIA Ladies Cup 3ª prova do Campeonato de Portugal de Ralis 3ª prova do Troféu Renault/Galp                                   | 38 PEC 564,20 km  | 2º    | Didier Auriol Bernard Occelli          | Jolly Club Lancia Delta HF Integrale 16V                 | 6h07m23s    |
| 25º Rallye de Portugal Vinho do Porto 05 a 9 de Março de 1991 3ª prova do Campeonato Mundial de Rali de 1991 3ª prova do FIA Cup for Drivers of Production Cars 3ª prova do FIA Ladies Cup 3ª prova do Campeonato de Portugal de Ralis 3ª prova do Troféu Renault/Galp                                   | 38 PEC 564,20 km  | 3º    | Massimo Biasion Tiziano Siviero        | Martini Lancia Lancia Delta HF Integrale 16v             | 6h08m41s    |
| |                   |       |                                        |                                                          |             |
| 26º Rallye de Portugal Vinho do Porto 03 a 7 de Março de 1992 3ª prova do Campeonato Mundial de Rali de 1992 3ª prova do FIA Cup for Drivers of Production Cars 3ª prova do FIA Ladies Cup 2ª prova do Campeonato de Portugal de Ralis 2ª prova do Troféu Citroen AX                                     | 40 PEC 577,30 km  | 1º    | Juha Kankkunen Juha Piironen           | Martini Lancia Lancia Delta HF Integrale                 | 6h24m37s    |
| 26º Rallye de Portugal Vinho do Porto 03 a 7 de Março de 1992 3ª prova do Campeonato Mundial de Rali de 1992 3ª prova do FIA Cup for Drivers of Production Cars 3ª prova do FIA Ladies Cup 2ª prova do Campeonato de Portugal de Ralis 2ª prova do Troféu Citroen AX                                     | 40 PEC 577,30 km  | 2º    | Massimo Biasion Tiziano Siviero        | Ford Motor Company Ford Sierra RS Cosworth 4x4           | 6h26m10s    |
| 26º Rallye de Portugal Vinho do Porto 03 a 7 de Março de 1992 3ª prova do Campeonato Mundial de Rali de 1992 3ª prova do FIA Cup for Drivers of Production Cars 3ª prova do FIA Ladies Cup 2ª prova do Campeonato de Portugal de Ralis 2ª prova do Troféu Citroen AX                                     | 40 PEC 577,30 km  | 3º    | Carlos Sainz Luis Moya                 | Toyota Team Europe Toyota Celica Turbo 4WD               | 6h29m36s    |
| |                   |       |                                        |                                                          |             |
| 27º Rallye de Portugal Vinho do Porto 3 de Março a 6 de Março de 1993 3ª prova do Campeonato Mundial de Rali de 1993 3ª prova do FIA 2 Litre World Cup 3ª prova do FIA Cup for Drivers of Production Cars 3ª prova do FIA Ladies Cup 2ª prova do Campeonato de Portugal de Ralis                         | 38 PEC 576,08 km* | 1º    | François Delecour Daniel Grataloup     | Ford Motor Company Ford Escort Cosworth                  | 6h20m37s    |
| 27º Rallye de Portugal Vinho do Porto 3 de Março a 6 de Março de 1993 3ª prova do Campeonato Mundial de Rali de 1993 3ª prova do FIA 2 Litre World Cup 3ª prova do FIA Cup for Drivers of Production Cars 3ª prova do FIA Ladies Cup 2ª prova do Campeonato de Portugal de Ralis                         | 38 PEC 576,08 km* | 2º    | Massimo Biasion Tiziano Siviero        | Ford Motor Company Ford Escort Cosworth                  | 6h21m32s    |
| 27º Rallye de Portugal Vinho do Porto 3 de Março a 6 de Março de 1993 3ª prova do Campeonato Mundial de Rali de 1993 3ª prova do FIA 2 Litre World Cup 3ª prova do FIA Cup for Drivers of Production Cars 3ª prova do FIA Ladies Cup 2ª prova do Campeonato de Portugal de Ralis                         | 38 PEC 576,08 km* | 3º    | Andrea Aghini Sauro Farnocchia         | Jolly Club Lancia Delta HF Integrale                     | 6h23m17s    |
| |                   |       |                                        |                                                          |             |
| 28º TAP Rallye de Portugal 1 de Março a 4 de Março de 1994 2ª prova do Campeonato Mundial de Rali de 1994 2ª prova do FIA 2 Litre World Cup 2ª prova do FIA Cup for Drivers of Production Cars 2ª prova do FIA Ladies Cup 2ª prova do Campeonato de Portugal de Ralis                                    | 36 PEC 571,82 km  | 1º    | Juha Kankkunen Nicky Grist             | Toyota Castrol Team Toyota Celica Turbo 4WD              | 6h20m59s    |
| 28º TAP Rallye de Portugal 1 de Março a 4 de Março de 1994 2ª prova do Campeonato Mundial de Rali de 1994 2ª prova do FIA 2 Litre World Cup 2ª prova do FIA Cup for Drivers of Production Cars 2ª prova do FIA Ladies Cup 2ª prova do Campeonato de Portugal de Ralis                                    | 36 PEC 571,82 km  | 2º    | Didier Auriol Bernard Occelli          | Toyota Castrol Team Toyota Celica Turbo 4WD              | 6h21m39s    |
| 28º TAP Rallye de Portugal 1 de Março a 4 de Março de 1994 2ª prova do Campeonato Mundial de Rali de 1994 2ª prova do FIA 2 Litre World Cup 2ª prova do FIA Cup for Drivers of Production Cars 2ª prova do FIA Ladies Cup 2ª prova do Campeonato de Portugal de Ralis                                    | 36 PEC 571,82 km  | 3º    | Massimo Biasion Tiziano Siviero        | Ford Motor Company Ford Escort Cosworth                  | 6h21m49s    |
| |                   |       |                                        |                                                          |             |
| 29º TAP Rallye de Portugal 8 de Março a 10 de Março de 1995 3ª prova do Campeonato Mundial de Rali de 1995 3ª prova do FIA World 2 Litre Championship for Makes 3ª prova do FIA Cup for Production Car Drivers 3ª prova do FIA Ladies Cup 3ª prova do Campeonato de Portugal de Ralis                    | 31 PEC 467,05 km  | 1º    | Carlos Sainz Luis Moya                 | 555 Subaru World Rally Team Subaru Impreza 555           | 5h32m37s    |
| 29º TAP Rallye de Portugal 8 de Março a 10 de Março de 1995 3ª prova do Campeonato Mundial de Rali de 1995 3ª prova do FIA World 2 Litre Championship for Makes 3ª prova do FIA Cup for Production Car Drivers 3ª prova do FIA Ladies Cup 3ª prova do Campeonato de Portugal de Ralis                    | 31 PEC 467,05 km  | 2º    | Juha Kankkunen Nicky Grist             | Toyota Castrol Team Toyota Celica GT-Four                | 5h32m49s    |
| 29º TAP Rallye de Portugal 8 de Março a 10 de Março de 1995 3ª prova do Campeonato Mundial de Rali de 1995 3ª prova do FIA World 2 Litre Championship for Makes 3ª prova do FIA Cup for Production Car Drivers 3ª prova do FIA Ladies Cup 3ª prova do Campeonato de Portugal de Ralis                    | 31 PEC 467,05 km  | 3º    | Colin McRae Derek Ringer               | 555 Subaru World Rally Team Subaru Impreza 555           | 5h35m51s    |
| |                   |       |                                        |                                                          |             |
| 30º TAP Rallye de Portugal 6 de Março a 8 de Março de 1996 2ª prova do FIA World 2 Litre Championship for Makes 2ª prova do Campeonato de Portugal de Ralis | 34 PEC 448,15 km  | 1º    | Rui Madeira Nuno Rod. da Silva         | HF Grifone Toyota Celica GT-Four                         | 5h13m28s    |
| 30º TAP Rallye de Portugal 6 de Março a 8 de Março de 1996 2ª prova do FIA World 2 Litre Championship for Makes 2ª prova do Campeonato de Portugal de Ralis | 34 PEC 448,15 km  | 2º    | Freddy Loix Sven Smeets                | HF Grifone Toyota Celica GT-Four                         | 5h15m15s    |
| 30º TAP Rallye de Portugal 6 de Março a 8 de Março de 1996 2ª prova do FIA World 2 Litre Championship for Makes 2ª prova do Campeonato de Portugal de Ralis | 34 PEC 448,15 km  | 3º    | José Miguel Carlos Magalhães           | Ford Escort Cosworth                                     | 5h23m22s    |
| |                   |       |                                        |                                                          |             |
| 31º TAP Rallye de Portugal 23 de Março a 26 de Março de 1997 4ª prova do Campeonato Mundial de Rali de 1997 4ª prova do FIA 2 Litre World Cup 4ª prova do FIA Cup for Drivers of Production Cars 3ª prova do Campeonato de Portugal de Ralis 2ª prova do Troféu Seat Ibiza Crono/Mobil                   | 31 PEC 421,98 km  | 1º    | Tommi Makinen Seppo Harjanne           | Team Mitsubishi Ralliart Mitsubishi Lancer Evo. IV       | 4h53m01s    |
| 31º TAP Rallye de Portugal 23 de Março a 26 de Março de 1997 4ª prova do Campeonato Mundial de Rali de 1997 4ª prova do FIA 2 Litre World Cup 4ª prova do FIA Cup for Drivers of Production Cars 3ª prova do Campeonato de Portugal de Ralis 2ª prova do Troféu Seat Ibiza Crono/Mobil                   | 31 PEC 421,98 km  | 2º    | Freddy Loix Sven Smeets                | Marlboro Toyota Castrol T. Belgium Toyota Celica GT-Four | 4h57m06s    |
| 31º TAP Rallye de Portugal 23 de Março a 26 de Março de 1997 4ª prova do Campeonato Mundial de Rali de 1997 4ª prova do FIA 2 Litre World Cup 4ª prova do FIA Cup for Drivers of Production Cars 3ª prova do Campeonato de Portugal de Ralis 2ª prova do Troféu Seat Ibiza Crono/Mobil                   | 31 PEC 421,98 km  | 3º    | Armin Schwarz Denis Giraudet           | Ford Motor Company Ford Escort WRC                       | 4h59m34s    |
| |                   |       |                                        |                                                          |             |
| 32º TAP Rallye de Portugal 22 de Março a 25 de Março de 1998 4ª prova do Campeonato Mundial de Rali de 1998 4ª prova do FIA 2 Litre World Cup 4ª prova do FIA Cup for Drivers of Production Cars 4ª prova do FIA Teams Cup 3ª prova do Campeonato de Portugal de Ralis                                   | 28 PEC 380,18 km  | 1º    | Colin McRae Nicky Grist                | 555 Subaru World Rally Team Subaru Impreza WRC 98        | 4h20m58,1s  |
| 32º TAP Rallye de Portugal 22 de Março a 25 de Março de 1998 4ª prova do Campeonato Mundial de Rali de 1998 4ª prova do FIA 2 Litre World Cup 4ª prova do FIA Cup for Drivers of Production Cars 4ª prova do FIA Teams Cup 3ª prova do Campeonato de Portugal de Ralis                                   | 28 PEC 380,18 km  | 2º    | Carlos Sainz Luis Moya                 | Toyota Castrol Team Toyota Corolla WRC                   | 4h21m00,2s  |
| 32º TAP Rallye de Portugal 22 de Março a 25 de Março de 1998 4ª prova do Campeonato Mundial de Rali de 1998 4ª prova do FIA 2 Litre World Cup 4ª prova do FIA Cup for Drivers of Production Cars 4ª prova do FIA Teams Cup 3ª prova do Campeonato de Portugal de Ralis                                   | 28 PEC 380,18 km  | 3º    | Freddy Loix Sven Smeets                | Marlboro Toyota Castrol T. Belgium Toyota Corolla WRC    | 4h21m43,9s  |
| |                   |       |                                        |                                                          |             |
| 33º TAP Rallye de Portugal 21 de Março a 24 de Março de 1999 4ª prova do Campeonato Mundial de Rali de 1999 4ª prova do FIA 2 Litre World Cup 4ª prova do FIA Cup for Drivers of Production Cars 4ª prova do FIA Teams Cup 3ª prova do Campeonato de Portugal de Ralis                                   | 23 PEC 399,51 km  | 1º    | Colin McRae Nicky Grist                | Ford Motor Company Ford Focus WRC                        | 4h05m41,7s  |
| 33º TAP Rallye de Portugal 21 de Março a 24 de Março de 1999 4ª prova do Campeonato Mundial de Rali de 1999 4ª prova do FIA 2 Litre World Cup 4ª prova do FIA Cup for Drivers of Production Cars 4ª prova do FIA Teams Cup 3ª prova do Campeonato de Portugal de Ralis                                   | 23 PEC 399,51 km  | 2º    | Carlos Sainz Luis Moya                 | Toyota Castrol Team Toyota Corolla WRC 99                | 4h05m54,0s  |
| 33º TAP Rallye de Portugal 21 de Março a 24 de Março de 1999 4ª prova do Campeonato Mundial de Rali de 1999 4ª prova do FIA 2 Litre World Cup 4ª prova do FIA Cup for Drivers of Production Cars 4ª prova do FIA Teams Cup 3ª prova do Campeonato de Portugal de Ralis                                   | 23 PEC 399,51 km  | 3º    | Didier Auriol Denis Giraudet           | Toyota Castrol Team Toyota Corolla WRC 99                | 4h05m58,2s  |
| |                   |       |                                        |                                                          |             |
| 34º TAP Rallye de Portugal 16 de Março a 19 de Março de 2000 4ª prova do Campeonato Mundial de Rali de 2000 4ª prova do FIA Cup for Drivers of Production Cars 4ª prova do FIA Teams Cup 3ª prova do Campeonato de Portugal de Ralis                                                                     | 23 PEC 398,35 km  | 1º    | Richard Burns Robert Reid              | Subaru World Rally Team Subaru Impreza WRC P2000         | 4h34m00,0 s |
| 34º TAP Rallye de Portugal 16 de Março a 19 de Março de 2000 4ª prova do Campeonato Mundial de Rali de 2000 4ª prova do FIA Cup for Drivers of Production Cars 4ª prova do FIA Teams Cup 3ª prova do Campeonato de Portugal de Ralis                                                                     | 23 PEC 398,35 km  | 2º    | Marcus Gronholm Timo Rautiainen        | Peugeot Esso Sport Peugeot 206 WRC                       | 4h34m06,5 s |
| 34º TAP Rallye de Portugal 16 de Março a 19 de Março de 2000 4ª prova do Campeonato Mundial de Rali de 2000 4ª prova do FIA Cup for Drivers of Production Cars 4ª prova do FIA Teams Cup 3ª prova do Campeonato de Portugal de Ralis                                                                     | 23 PEC 398,35 km  | 3º    | Carlos Sainz Luis Moya                 | Ford Motor Company Ford Focus WRC 00                     | 4h36m09,2 s |
| |                   |       |                                        |                                                          |             |
| 35º TAP Rallye de Portugal 8 de Março a 11 de Março de 2001 3ª prova do Campeonato Mundial de Rali de 2001 3ª prova do FIA Cup for Drivers of Production Cars 2ª prova do FIA Teams Cup 2ª prova do Campeonato de Portugal de Ralis                                                                      | 22 PEC 390,14 km  | 1º    | Tommi Makinen Risto Mannisenmaki       | Marlboro Mitsubishi Ralliart Mitsubishi Lancer Evo.VI    | 3h46m43,1s  |
| 35º TAP Rallye de Portugal 8 de Março a 11 de Março de 2001 3ª prova do Campeonato Mundial de Rali de 2001 3ª prova do FIA Cup for Drivers of Production Cars 2ª prova do FIA Teams Cup 2ª prova do Campeonato de Portugal de Ralis                                                                      | 22 PEC 390,14 km  | 2º    | Carlos Sainz Luis Moya                 | Ford Motor Company Ford Focus WRC 01                     | 3h46m50,7s  |
| 35º TAP Rallye de Portugal 8 de Março a 11 de Março de 2001 3ª prova do Campeonato Mundial de Rali de 2001 3ª prova do FIA Cup for Drivers of Production Cars 2ª prova do FIA Teams Cup 2ª prova do Campeonato de Portugal de Ralis                                                                      | 22 PEC 390,14 km  | 3º    | Marcus Gronholm Timo Rautiainen        | Peugeot Total Peugeot 206 WRC Evo.2                      | 3h49m37,7s  |

### 2002-2006
Rali fora do Campeonato do Mundo
| Nome do rali | PEC              | Pódio | Pódio                             | Pódio                                                    | Pódio      |
| Nome do rali | PEC              | Pos.  | Piloto Navegador                  | Equipa Carro                                             | Tempo      |
| --- | ---------------- | ----- | --------------------------------- | -------------------------------------------------------- | ---------- |
| 36º TMN Rallye de Portugal 7 de Junho e 8 de Junho de 2002 4ª prova do Campeonato de Portugal de Ralis 2ª prova do Troféu Fiat Punto Vodafone                                                                                    | 8 PEC 152,77 km  | 1º    | Didier Auriol Thierry Barjou      | Step 2 Srl Toyota Corolla WRC 99                         | 1h41m25,5s |
| 36º TMN Rallye de Portugal 7 de Junho e 8 de Junho de 2002 4ª prova do Campeonato de Portugal de Ralis 2ª prova do Troféu Fiat Punto Vodafone                                                                                    | 8 PEC 152,77 km  | 2º    | Andrea Aghini Loris Roggia        | Procar Srl Subaru Impreza WRC P2000                      | 1h43m59,9s |
| 36º TMN Rallye de Portugal 7 de Junho e 8 de Junho de 2002 4ª prova do Campeonato de Portugal de Ralis 2ª prova do Troféu Fiat Punto Vodafone                                                                                    | 8 PEC 152,77 km  | 3º    | Miguel Campos Carlos Magalhães    | Peugeot Total Silver Team SG Peugeot 206 WRC Evo.2       | 1h44m35,9s |
| |                  |       |                                   |                                                          |            |
| 37º TMN Rallye de Portugal 28 de Março e 29 de Março de 2003 2ª prova do Campeonato de Portugal de Ralis 2ª prova do Troféu Fiat Punto Selénia 2ª prova do Troféu Saxo Rallye/Total 1ª prova do Troféu Peugeot 206               | 9 PEC 164,97 km  | 1º    | Armindo Araújo Miguel Ramalho     | Automóveis Citroen Citroen Saxo Kit-Car                  | 2h04m12,7s |
| 37º TMN Rallye de Portugal 28 de Março e 29 de Março de 2003 2ª prova do Campeonato de Portugal de Ralis 2ª prova do Troféu Fiat Punto Selénia 2ª prova do Troféu Saxo Rallye/Total 1ª prova do Troféu Peugeot 206               | 9 PEC 164,97 km  | 2º    | Pedro Leal Luis Ramalho           | Mitsubishi Lancer Evo.VI                                 | 2h05m57,9s |
| 37º TMN Rallye de Portugal 28 de Março e 29 de Março de 2003 2ª prova do Campeonato de Portugal de Ralis 2ª prova do Troféu Fiat Punto Selénia 2ª prova do Troféu Saxo Rallye/Total 1ª prova do Troféu Peugeot 206               | 9 PEC 164,97 km  | 3º    | Pedro Dias da Silva Mário Castro  | Interpass Competição Citroen Saxo S1600                  | 2h09m07,1s |
| |                  |       |                                   |                                                          |            |
| 38º TMN Rallye de Portugal 2 de Abril e 3 de Abril de 2004 2ª prova do Campeonato de Portugal de Ralis 2ª prova do Troféu Fiat Punto Selénia 2ª prova do Troféu Peugeot 206                                                      | 8 PEC 151,82 km  | 1º    | Armindo Araújo Miguel Ramalho     | Automóveis Citroen Citroen Saxo Kit-Car                  | 1h54m49,1s |
| 38º TMN Rallye de Portugal 2 de Abril e 3 de Abril de 2004 2ª prova do Campeonato de Portugal de Ralis 2ª prova do Troféu Fiat Punto Selénia 2ª prova do Troféu Peugeot 206                                                      | 8 PEC 151,82 km  | 2º    | Pedro Leal Luis Ramalho           | Subaru Impreza WRX                                       | 1h55m31,7s |
| 38º TMN Rallye de Portugal 2 de Abril e 3 de Abril de 2004 2ª prova do Campeonato de Portugal de Ralis 2ª prova do Troféu Fiat Punto Selénia 2ª prova do Troféu Peugeot 206                                                      | 8 PEC 151,82 km  | 3º    | Fernando Peres José Pedro Silva   | Mitsubishi Lancer Evo.VII                                | 2h00m33,9s |
| |                  |       |                                   |                                                          |            |
| 39º PT Rally de Portugal 31 de Março a 2 de Abril de 2005 2ª prova do Campeonato de Portugal de Ralis 2ª prova do Troféu Fiat Punto Selénia 2ª prova do Troféu Formula Peugeot 206 2ª prova do Troféu Citroen Challenge C2/Total | 12 PEC 237,66 km | 1º    | Daniel Carlsson Mattias Andersson | HF Grifone Srl Subaru Impreza WRX                        | 2h44m54,0s |
| 39º PT Rally de Portugal 31 de Março a 2 de Abril de 2005 2ª prova do Campeonato de Portugal de Ralis 2ª prova do Troféu Fiat Punto Selénia 2ª prova do Troféu Formula Peugeot 206 2ª prova do Troféu Citroen Challenge C2/Total | 12 PEC 237,66 km | 2º    | Mikko Hirvonen Jarmo Lehtinen     | Subaru Impreza WRX                                       | 2h46m03,0s |
| 39º PT Rally de Portugal 31 de Março a 2 de Abril de 2005 2ª prova do Campeonato de Portugal de Ralis 2ª prova do Troféu Fiat Punto Selénia 2ª prova do Troféu Formula Peugeot 206 2ª prova do Troféu Citroen Challenge C2/Total | 12 PEC 237,66 km | 3º    | Armindo Araújo Miguel Ramalho     | Mitsubishi Galp TMN Mitsubishi Lancer Evo.VIII           | 2h47m19,2s |
| |                  |       |                                   |                                                          |            |
| 40º PT Rally de Portugal 16 de Março a 18 de Março de 2006 2ª prova do Campeonato de Portugal de Ralis 2ª prova do Troféu Formula Peugeot 206 2ª prova do Troféu Citroen Challenge C2/Total                                      | 12 PEC 239,90 km | 1º    | Armindo Araújo Miguel Ramalho     | Mitsubishi Motors Portugal Mitsubishi Lancer Evo.VIII MR | 3h06m14,0s |
| 40º PT Rally de Portugal 16 de Março a 18 de Março de 2006 2ª prova do Campeonato de Portugal de Ralis 2ª prova do Troféu Formula Peugeot 206 2ª prova do Troféu Citroen Challenge C2/Total                                      | 12 PEC 239,90 km | 2º    | Janne Tuohino Mikko Markkula      | Subaru Impreza N11                                       | 3h07m31,0s |
| 40º PT Rally de Portugal 16 de Março a 18 de Março de 2006 2ª prova do Campeonato de Portugal de Ralis 2ª prova do Troféu Formula Peugeot 206 2ª prova do Troféu Citroen Challenge C2/Total                                      | 12 PEC 239,90 km | 3º    | Patrik Flodin Maria Andersson     | Subaru Impreza N12                                       | 3h07m49,6s |

### 2007-2014
Rali regressa ao Campeonato do Mundo, mas no Algarve
| Nome do rali | PEC                              | Pódio | Pódio                             | Pódio                                              | Pódio      |
| Nome do rali | PEC                              | Pos.  | Piloto Navegador                  | Equipa Carro                                       | Tempo      |
| --- | -------------------------------- | ----- | --------------------------------- | -------------------------------------------------- | ---------- |
| 41º Vodafone Rally de Portugal 29 de Março a 1 de Abril de 2007 5ª prova do Campeonato Mundial de Rali de 2007 2ª prova do FIA Junior Rally Championship 2ª prova do Ford Fiesta Sporting International Trophy 2ª prova do Campeonato de Portugal de Ralis                                                             | 18 PEC 357,10 km                 | 1º    | Sebastien Loeb Daniel Elena       | Citroen Total World Rally Team Citroen C4 WRC      | 3h53m33,1s |
| 41º Vodafone Rally de Portugal 29 de Março a 1 de Abril de 2007 5ª prova do Campeonato Mundial de Rali de 2007 2ª prova do FIA Junior Rally Championship 2ª prova do Ford Fiesta Sporting International Trophy 2ª prova do Campeonato de Portugal de Ralis                                                             | 18 PEC 357,10 km                 | 2º    | Petter Solberg Phil Mills         | Subaru World Rally Team Subaru Impreza WRC S12b    | 3h56m47,0s |
| 41º Vodafone Rally de Portugal 29 de Março a 1 de Abril de 2007 5ª prova do Campeonato Mundial de Rali de 2007 2ª prova do FIA Junior Rally Championship 2ª prova do Ford Fiesta Sporting International Trophy 2ª prova do Campeonato de Portugal de Ralis                                                             | 18 PEC 357,10 km                 | 3º    | Dani Sordo Marc Marti             | Citroen Total World Rally Team Citroen C4 WRC      | 3h58m38,4s |
| |                                  |       |                                   |                                                    |            |
| 42º Vodafone Rally de Portugal 8 de Maio a 10 de Maio de 2008 2ª prova do Intercontinental Rally Challenge 2ª prova do Campeonato de Portugal de Ralis 2ª prova do Troféu Challenge Citroen C2/Total | 13 PEC 249,74 km                 | 1º    | Luca Rosseti Matteo Chiarcossi    | Peugeot 207 S2000                                  | 2h57m50,1s |
| 42º Vodafone Rally de Portugal 8 de Maio a 10 de Maio de 2008 2ª prova do Intercontinental Rally Challenge 2ª prova do Campeonato de Portugal de Ralis 2ª prova do Troféu Challenge Citroen C2/Total | 13 PEC 249,74 km                 | 2º    | Jan Kopecky Petr Stary            | Champion Racing Peugeot 207 S2000                  | 2h58m35,9s |
| 42º Vodafone Rally de Portugal 8 de Maio a 10 de Maio de 2008 2ª prova do Intercontinental Rally Challenge 2ª prova do Campeonato de Portugal de Ralis 2ª prova do Troféu Challenge Citroen C2/Total | 13 PEC 249,74 km                 | 3º    | Nicolas Vouilloz Nicolas Klinger  | Peugeot Team Belux Peugeot 207 S2000               | 2h59m27,9s |
| |                                  |       |                                   |                                                    |            |
| 43º Vodafone Rally de Portugal 2 de Abril a 5 de Abril de 2009 4ª prova do Campeonato Mundial de Rali de 2009 3ª prova do FIA Prodution Car World Rally Championship 3ª prova do FIA Junior World Rally Championship 1ª prova do Ford Fiesta Sporting International Trophy 2ª prova do Campeonato de Portugal de Ralis | 18 PEC 361,36 km                 | 1º    | Sebastien Loeb Daniel Elena       | Citroen Total World Rally Team Citroen C4 WRC 09   | 3h53m13,1s |
| 43º Vodafone Rally de Portugal 2 de Abril a 5 de Abril de 2009 4ª prova do Campeonato Mundial de Rali de 2009 3ª prova do FIA Prodution Car World Rally Championship 3ª prova do FIA Junior World Rally Championship 1ª prova do Ford Fiesta Sporting International Trophy 2ª prova do Campeonato de Portugal de Ralis | 18 PEC 361,36 km                 | 2º    | Mikko Hirvonen Jarmo Lehtinen     | BP Ford Abu Dhabi WRT Ford Focus WRC 09            | 3h53m37,4s |
| 43º Vodafone Rally de Portugal 2 de Abril a 5 de Abril de 2009 4ª prova do Campeonato Mundial de Rali de 2009 3ª prova do FIA Prodution Car World Rally Championship 3ª prova do FIA Junior World Rally Championship 1ª prova do Ford Fiesta Sporting International Trophy 2ª prova do Campeonato de Portugal de Ralis | 18 PEC 361,36 km                 | 3º    | Daniel Sordo Marc Marti           | Citroen Total World Rally Team Citroen C4 WRC 09   | 3h54m58,5s |
| |                                  |       |                                   |                                                    |            |
| 44º Vodafone Rally de Portugal 27 de Maio a 30 de Maio de 2010 6ª prova do Campeonato Mundial de Rali de 2010 2ª prova do FIA Junior World Rally Championship 5ª prova do FIA World Rally Championship Cup 1ª prova do Ford Fiesta Sporting International Trophy 3ª prova do Campeonato de Portugal de Ralis           | 18 PEC 355,32 km                 | 1º    | Sebastien Ogier Julien Ingrassia  | Citroen Junior Team Citroen C4 WRC 09              | 3h51m16,1s |
| 44º Vodafone Rally de Portugal 27 de Maio a 30 de Maio de 2010 6ª prova do Campeonato Mundial de Rali de 2010 2ª prova do FIA Junior World Rally Championship 5ª prova do FIA World Rally Championship Cup 1ª prova do Ford Fiesta Sporting International Trophy 3ª prova do Campeonato de Portugal de Ralis           | 18 PEC 355,32 km                 | 2º    | Sebastien Loeb Daniel Elena       | Citroen Total World Rally Team Citroen C4 WRC 09   | 3h51m24,0s |
| 44º Vodafone Rally de Portugal 27 de Maio a 30 de Maio de 2010 6ª prova do Campeonato Mundial de Rali de 2010 2ª prova do FIA Junior World Rally Championship 5ª prova do FIA World Rally Championship Cup 1ª prova do Ford Fiesta Sporting International Trophy 3ª prova do Campeonato de Portugal de Ralis           | 18 PEC 355,32 km                 | 3º    | Daniel Sordo Marc Marti           | Citroen Total World Rally Team Citroen C4 WRC 09   | 3h52m33,7s |
| |                                  |       |                                   |                                                    |            |
| 45º Vodafone Rally de Portugal 24 de Março a 27 de Março de 2011 3ª prova do Campeonato Mundial de Rali de 2011 2ª prova do FIA Prodution Car World Rally Championship 1ª prova do FIA WRC Academy 2ª prova do Campeonato de Portugal de Ralis                                                                         | 17 PEC 385,37 km                 | 1º    | Sebastien Ogier Julien Ingrassia  | Citroen Total World Rally Team Citroen DS3 WRC     | 4h10m53,4s |
| 45º Vodafone Rally de Portugal 24 de Março a 27 de Março de 2011 3ª prova do Campeonato Mundial de Rali de 2011 2ª prova do FIA Prodution Car World Rally Championship 1ª prova do FIA WRC Academy 2ª prova do Campeonato de Portugal de Ralis                                                                         | 17 PEC 385,37 km                 | 2º    | Sebastien Loeb Daniel Elena       | Citroen Total World Rally Team Citroen DS3 WRC     | 4h11m25,2s |
| 45º Vodafone Rally de Portugal 24 de Março a 27 de Março de 2011 3ª prova do Campeonato Mundial de Rali de 2011 2ª prova do FIA Prodution Car World Rally Championship 1ª prova do FIA WRC Academy 2ª prova do Campeonato de Portugal de Ralis                                                                         | 17 PEC 385,37 km                 | 3º    | Jari-Matti Latvala Miikka Anttila | Ford Abu Dhabi World Rally Team Ford Fiesta RS WRC | 4h14m15,5s |
| |                                  |       |                                   |                                                    |            |
| 46º Vodafone Rally de Portugal 29 de Março a 01 de Abril de 2012 4ª prova do Campeonato Mundial de Rali de 2012 2ª prova do FIA S2000 World Rally Championship 1ª prova do FIA WRC Academy 2ª prova do Campeonato de Portugal de Ralis                                                                                 | (22)† 19 PEC (434,77)† 368,43 km | 1º    | Mads Ostberg Jonas Andersson      | M-Sport Ford World Rally Team Ford Fiesta RS WRC   | 4h21m16,1s |
| 46º Vodafone Rally de Portugal 29 de Março a 01 de Abril de 2012 4ª prova do Campeonato Mundial de Rali de 2012 2ª prova do FIA S2000 World Rally Championship 1ª prova do FIA WRC Academy 2ª prova do Campeonato de Portugal de Ralis                                                                                 | (22)† 19 PEC (434,77)† 368,43 km | 2º    | Evgeniy Novikov Denis Giraudet    | M-Sport Ford World Rally Team Ford Fiesta RS WRC   | 4h22m49,3s |
| 46º Vodafone Rally de Portugal 29 de Março a 01 de Abril de 2012 4ª prova do Campeonato Mundial de Rali de 2012 2ª prova do FIA S2000 World Rally Championship 1ª prova do FIA WRC Academy 2ª prova do Campeonato de Portugal de Ralis                                                                                 | (22)† 19 PEC (434,77)† 368,43 km | 3º    | Petter Solberg Chris Patterson    | Ford World Rally Team Ford Fiesta RS WRC           | 4h23m11,7s |
| |                                  |       |                                   |                                                    |            |
| 47º Vodafone Rally de Portugal 11 a 14 de Abril de 2013 4ª prova do Campeonato Mundial de Rali de 2013 4ª prova do FIA WRC 2 4ª prova do FIA WRC 3 1ª prova do FIA Junior WRC 2ª prova da Taça de Ouro do Campeonato de Portugal de Ralis                                                                              | 23 PEC 396.82 km                 | 1º    | Sébastien Ogier Julien Ingrassia  | Volkswagen Motorsport (Volkswagen Polo R WRC)      | 4h07m38,7s |
| 47º Vodafone Rally de Portugal 11 a 14 de Abril de 2013 4ª prova do Campeonato Mundial de Rali de 2013 4ª prova do FIA WRC 2 4ª prova do FIA WRC 3 1ª prova do FIA Junior WRC 2ª prova da Taça de Ouro do Campeonato de Portugal de Ralis                                                                              | 23 PEC 396.82 km                 | 2º    | Mikko Hirvonen Jarmo Lehtinen     | Citroën Total Abu Dhabi WRT (Citroën DS3 WRC)      | 4h08m36,9s |
| 47º Vodafone Rally de Portugal 11 a 14 de Abril de 2013 4ª prova do Campeonato Mundial de Rali de 2013 4ª prova do FIA WRC 2 4ª prova do FIA WRC 3 1ª prova do FIA Junior WRC 2ª prova da Taça de Ouro do Campeonato de Portugal de Ralis                                                                              | 23 PEC 396.82 km                 | 3º    | Jari-Matti Latvala Miikka Anttila | Volkswagen Motorsport (Volkswagen Polo R WRC)      | 4h11m43,2s |
| |                                  |       |                                   |                                                    |            |
| 48º Vodafone Rally de Portugal 03 a 06 de Abril de 2014 4ª prova do Campeonato Mundial de Rali de 2014 4ª prova do FIA WRC 2 4ª prova do FIA WRC 3 1ª prova do FIA Junior WRC 3ª prova do Campeonato Nacional de Ralis                                                                                                 | 16 PEC 339.46 km                 | 1º    | Sébastien Ogier Julien Ingrassia  | Volkswagen Motorsport (Volkswagen Polo R WRC)      | 3h33m20,4s |
| 48º Vodafone Rally de Portugal 03 a 06 de Abril de 2014 4ª prova do Campeonato Mundial de Rali de 2014 4ª prova do FIA WRC 2 4ª prova do FIA WRC 3 1ª prova do FIA Junior WRC 3ª prova do Campeonato Nacional de Ralis                                                                                                 | 16 PEC 339.46 km                 | 2º    | Mikko Hirvonen Jarmo Lehtinen     | M-Sport WRT (Ford Fiesta RS WRC)                   | 3h34m03,6s |
| 48º Vodafone Rally de Portugal 03 a 06 de Abril de 2014 4ª prova do Campeonato Mundial de Rali de 2014 4ª prova do FIA WRC 2 4ª prova do FIA WRC 3 1ª prova do FIA Junior WRC 3ª prova do Campeonato Nacional de Ralis                                                                                                 | 16 PEC 339.46 km                 | 3º    | Mads Østberg Jonas Andersson      | Citroën Total Abu Dhabi WRT (Citroën DS3 WRC)      | 3h34m32,8s |

### 2015-
Rali regressa às origens: ao Norte de Portugal
| Nome do rali | PEC                                 | Pódio                                           | Pódio                                           | Pódio                                              | Pódio                                           |
| Nome do rali | PEC                                 | Pos.                                            | Piloto Navegador                                | Equipa Carro                                       | Tempo                                           |
| --- | ----------------------------------- | ----------------------------------------------- | ----------------------------------------------- | -------------------------------------------------- | ----------------------------------------------- |
| 49º Vodafone Rally de Portugal 22 a 24 de Maio de 2015 5ª prova do Campeonato Mundial de Rali de 2015 2ª prova do FIA Junior WRC | (16)† 15 PEC (351,71 km)† 324,18 km | 1º                                              | Jari-Matti Latvala Miikka Anttila               | Volkswagen Motorsport (Volkswagen Polo R WRC)      | 3h 30m 35.3s                                    |
| 49º Vodafone Rally de Portugal 22 a 24 de Maio de 2015 5ª prova do Campeonato Mundial de Rali de 2015 2ª prova do FIA Junior WRC | (16)† 15 PEC (351,71 km)† 324,18 km | 2º                                              | Sébastien Ogier Julien Ingrassia                | Volkswagen Motorsport (Volkswagen Polo R WRC)      | 3h 30m 43.5s                                    |
| 49º Vodafone Rally de Portugal 22 a 24 de Maio de 2015 5ª prova do Campeonato Mundial de Rali de 2015 2ª prova do FIA Junior WRC | (16)† 15 PEC (351,71 km)† 324,18 km | 3º                                              | Andreas Mikkelsen Ola Fløene                    | Volkswagen Motorsport II · (Volkswagen Polo R WRC) | 3h 31m 03.9s                                    |
| |                                     |                                                 |                                                 |                                                    |                                                 |
| 50º Vodafone Rally de Portugal 20 a 22 de Maio de 2016 5ª prova do Campeonato Mundial de Rali de 2016                            | 19 PEC 368,00 km                    | 1º                                              | Kris Meeke Paul Nagle                           | Citroën (Citroën DS3 WRC)                          | 3h 59m 01.0s                                    |
| 50º Vodafone Rally de Portugal 20 a 22 de Maio de 2016 5ª prova do Campeonato Mundial de Rali de 2016                            | 19 PEC 368,00 km                    | 2º                                              | Andreas Mikkelsen Ola Fløene                    | Volkswagen Motorsport II · (Volkswagen Polo R WRC) | 3h 59m 30.7s                                    |
| 50º Vodafone Rally de Portugal 20 a 22 de Maio de 2016 5ª prova do Campeonato Mundial de Rali de 2016                            | 19 PEC 368,00 km                    | 3º                                              | Sébastien Ogier Julien Ingrassia                | Volkswagen Motorsport (Volkswagen Polo R WRC)      | 3h 59m 35.5s                                    |
| |                                     |                                                 |                                                 |                                                    |                                                 |
| 51º Vodafone Rally de Portugal 18 a 21 de Maio de 2017 6ª prova do Campeonato Mundial de Rali de 2017                            | 19 PEC 368,00 km                    | 1º                                              | Sébastien Ogier Julien Ingrassia                | M-Sport World Rally Team Ford Fiesta WRC           | 3h 42m 55.7s                                    |
| 51º Vodafone Rally de Portugal 18 a 21 de Maio de 2017 6ª prova do Campeonato Mundial de Rali de 2017                            | 19 PEC 368,00 km                    | 2º                                              | Thierry Neuville Nicolas Gilsoul                | Hyundai Motorsport Hyundai i20 Coupe WRC           | 3h 43m 11.3s                                    |
| 51º Vodafone Rally de Portugal 18 a 21 de Maio de 2017 6ª prova do Campeonato Mundial de Rali de 2017                            | 19 PEC 368,00 km                    | 3º                                              | Danisordo Marc Martí                            | Hyundai Motorsport Hyundai i20 Coupe WRC           | 3h 43m 57.4s                                    |
| |                                     |                                                 |                                                 |                                                    |                                                 |
| 52º Vodafone Rally de Portugal 17 a 20 de Maio de 2018 6ª prova do Campeonato Mundial de Rali de 2018                            | 20 PEC 358,19 km                    | 1º                                              | Thierry Neuville Nicolas Gilsoul                | Hyundaishell Mobis WRT Hyundai i20 Coupe WRC       | 3h 49m 46.6s                                    |
| 52º Vodafone Rally de Portugal 17 a 20 de Maio de 2018 6ª prova do Campeonato Mundial de Rali de 2018                            | 20 PEC 358,19 km                    | 2º                                              | Elfyn Evans Daniel Barritt                      | M-Sport Ford WRT Ford Fiesta WRC                   | 3h 50m 26.6s                                    |
| 52º Vodafone Rally de Portugal 17 a 20 de Maio de 2018 6ª prova do Campeonato Mundial de Rali de 2018                            | 20 PEC 358,19 km                    | 3º                                              | Teemusuninen Mikko Markkula                     | M-Sport Ford WRT Ford Fiesta WRC                   | 3h 50m 33.9s                                    |
| |                                     |                                                 |                                                 |                                                    |                                                 |
| 53º Vodafone Rally de Portugal 30 de Maio a 2 de Junho de 2019 7ª prova do Campeonato Mundial de Rali de 2019                    | 20 PEC 306,97 km                    | 1                                               | Ott Tänak Martin Järveoja                       | Toyota Gazoo Racing WRT Toyota Yaris WRC           | 3h 20m 22.8s                                    |
| 53º Vodafone Rally de Portugal 30 de Maio a 2 de Junho de 2019 7ª prova do Campeonato Mundial de Rali de 2019                    | 20 PEC 306,97 km                    | 2                                               | Thierry Neuville Nicolas Gilsoul                | Hyundaishell Mobis WRT Hyundai i20 Coupe WRC       | 3h 20m 38.7s                                    |
| 53º Vodafone Rally de Portugal 30 de Maio a 2 de Junho de 2019 7ª prova do Campeonato Mundial de Rali de 2019                    | 20 PEC 306,97 km                    | 3                                               | Sébastien Ogier Julien Ingrassia                | Citroën Total WRT Citroën C3 WRC                   | 3h 21m 19.9s                                    |
| |                                     |                                                 |                                                 |                                                    |                                                 |
| 54º Vodafone Rally de Portugal 21 a 24 de maio de 2020 3ª prova do Campeonato Mundial de Rali 2020                               | 22 PEC 331,10 km                    | Edição cancelada devido à pandemia da COVID-19. | Edição cancelada devido à pandemia da COVID-19. | Edição cancelada devido à pandemia da COVID-19.    | Edição cancelada devido à pandemia da COVID-19. |
| |                                     |                                                 |                                                 |                                                    |                                                 |
| 54º Vodafone Rally de Portugal 20 a 23 de maio de 2021 4ª prova do Campeonato Mundial de Rali de 2021                            | 20 PEC 337,51 km                    | 1                                               | Elfyn Evans scott Marin                         | Toyota Gazoo Racing WRT Toyota Yaris WRC           | 3h 38m 26.2s                                    |
| 54º Vodafone Rally de Portugal 20 a 23 de maio de 2021 4ª prova do Campeonato Mundial de Rali de 2021                            | 20 PEC 337,51 km                    | 2                                               | Danisordo Borja Rozada                          | Hyundai Motorsport Hyundai i20 Coupe WRC           | 3h 38m 54.5s                                    |
| 54º Vodafone Rally de Portugal 20 a 23 de maio de 2021 4ª prova do Campeonato Mundial de Rali de 2021                            | 20 PEC 337,51 km                    | 3                                               | Sébastien Ogier Julien Ingrassia                | Toyota Gazoo Racing WRT Toyota Yaris WRC           | 3h 39m 49.8s                                    |
| |                                     |                                                 |                                                 |                                                    |                                                 |
| 55º Vodafone Rally de Portugal 19 a 22 de maio de 2022 4ª prova do Campeonato Mundial de Rali de 2022                            | 21 PEC 330,17 km                    | 1                                               | Kalle Rovanperä Jonne Halttunen                 | Toyota Gazoo Racing WRT Toyota GR Yaris Rally1     | 3h 44m 19.2s                                    |
| 55º Vodafone Rally de Portugal 19 a 22 de maio de 2022 4ª prova do Campeonato Mundial de Rali de 2022                            | 21 PEC 330,17 km                    | 2                                               | Elfyn Evans Scott Martin                        | Toyota Gazoo Racing WRT Toyota GR Yaris Rally1     | 3h 44m 34.4s                                    |
| 55º Vodafone Rally de Portugal 19 a 22 de maio de 2022 4ª prova do Campeonato Mundial de Rali de 2022                            | 21 PEC 330,17 km                    | 3                                               | Danisordo Borja Rozada                          | Hyundai Motorsport Hyundai i20 N Rally1            | 3h 46m 36.5s                                    |
| |                                     |                                                 |                                                 |                                                    |                                                 |
| 56º Vodafone Rally de Portugal 11 a 14 de maio de 2023 5ª prova do Campeonato Mundial de Rali de 2023                            | 19 PEC 329,06 km                    | 1                                               | Kalle Rovanperä Jonne Halttunen                 | Toyota Gazoo Racing WRT Toyota GR Yaris Rally1     | 3h 35m 11.7s                                    |
| 56º Vodafone Rally de Portugal 11 a 14 de maio de 2023 5ª prova do Campeonato Mundial de Rali de 2023                            | 19 PEC 329,06 km                    | 2                                               | Danisordo Cándido Carrera                       | Hyundai Motorsport Hyundai i20 N Rally1            | 3h 36m 06.4s                                    |
| 56º Vodafone Rally de Portugal 11 a 14 de maio de 2023 5ª prova do Campeonato Mundial de Rali de 2023                            | 19 PEC 329,06 km                    | 3                                               | Esapekka Lappi Janne Ferm                       | Hyundai Motorsport Hyundai i20 N Rally1            | 3h 36m 32.0s                                    |
| |                                     |                                                 |                                                 |                                                    |                                                 |
| 57º Vodafone Rally de Portugal 9 a 12 de maio de 2024 5ª prova do Campeonato Mundial de Rali de 2024                             | 22 PEC 337,04 km                    | 1                                               | Sébastien Ogier Vincent Landais                 | Toyota Gazoo Racing WRT Toyota GR Yaris Rally1     | 3h 41m 32.3s                                    |
| 57º Vodafone Rally de Portugal 9 a 12 de maio de 2024 5ª prova do Campeonato Mundial de Rali de 2024                             | 22 PEC 337,04 km                    | 2                                               | Ott Tänak Martin Järveoja                       | Hyundai Motorsport Hyundai i20 N Rally1            | 3h 41m 40.2s                                    |
| 57º Vodafone Rally de Portugal 9 a 12 de maio de 2024 5ª prova do Campeonato Mundial de Rali de 2024                             | 22 PEC 337,04 km                    | 3                                               | Thierry Neuville Martijn Wydaeghe               | Hyundai Motorsport Hyundai i20 N Rally1            | 3h 42m 42.1s                                    |
| |                                     |                                                 |                                                 |                                                    |                                                 |
| 58º Vodafone Rally de Portugal 15 a 18 de maio de 2025 5ª prova do Campeonato Mundial de Rali de 2025                            | 24 PEC 344.5 km                     | 1                                               | Sébastien Ogier Vincent Landais                 | Toyota Gazoo Racing WRT Toyota GR Yaris Rally1     | 3h 48min 35.9s                                  |
| 58º Vodafone Rally de Portugal 15 a 18 de maio de 2025 5ª prova do Campeonato Mundial de Rali de 2025                            | 24 PEC 344.5 km                     | 2                                               | Ott Tänak Martin Järveoja                       | Hyundai Motorsport Hyundai i20 N Rally1            | 3h 48min 44.6s                                  |
| 58º Vodafone Rally de Portugal 15 a 18 de maio de 2025 5ª prova do Campeonato Mundial de Rali de 2025                            | 24 PEC 344.5 km                     | 3                                               | Kalle Rovanperä Jonne Halttunen                 | Toyota Gazoo Racing WRT Toyota GR Yaris Rally1     | 3h 48min 48.1s                                  |

- †-Rali encurtado devido ao cancelamento de especiais.

### Vencedores Múltiplos
A negrito, pilotos que actualmente competem no Campeonato do Mundo de Ralis.

O fundo rosa indica um evento que não fez parte do Campeonato do Mundo de Ralis.
| Vitórias | Piloto          | Anos                                     |
| -------- | --------------- | ---------------------------------------- |
| 7        | Sébastien Ogier | 2010, 2011, 2013, 2014, 2017, 2024, 2025 |
| 5        | Markku Alén     | 1975, 1977, 1978, 1981, 1987             |
| 3        | Hannu Mikkola   | 1979, 1983, 1984                         |
| 3        | Miki Biasion    | 1988, 1989, 1990                         |
| 3        | Armindo Araújo  | 2003, 2004, 2006                         |
| 2        | Juha Kankkunen  | 1992, 1994                               |
| 2        | Sébastien Loeb  | 2007, 2009                               |
| 2        | Tommi Mäkinen   | 1997, 2001                               |
| 2        | Colin McRae     | 1998, 1999                               |
| 2        | Carlos Sainz    | 1991, 1995                               |
| 2        | Kalle Rovanperä | 2022, 2023                               |

| Vitórias | Construtores                 |
| -------- | ---------------------------- |
| 10       | Toyota                       |
| 8        | Citroën Lancia               |
| 6        | Fiat                         |
| 5        | Ford                         |
| 4        | Renault Subaru               |
| 3        | Audi Volkswagen Mitsubishi   |
| 2        | Peugeot Talbot Sunbeam Lotus |